# Георг Август (Насау-Идщайн)
Георг Август Самуел фон Насау-Идщайн (на немски: Georg August Samuel von Nassau-Idstein; * 26 февруари 1665, Идщайн; † 26 октомври 1721, Висбаден-Бибрих) е от 1677 г. граф и от 1688 г. до смъртта си княз на Насау-Идщайн. Той действа най-вече във Висбаден.

## Живот
Той е син на граф Йохан фон Насау-Идщайн (1603 – 1677) и втората му съпруга графиня Анна фон Лайнинген-Дагсбург-Фалкенбург (1625 – 1668), дъщеря на граф Филип Георг фон Лайнинген-Дагсбург-Фалкенбург и графиня Анна фон Ербах.
Когато е на 12 години баща му умира през 1677 г. Управлението поемат двамата опекуни Йохан Каспар фон Лайнинген-Дагсбург, брат на майка му, и граф Йохан Август фон Золмс. Георг Август през това време учи в Гисен, Страсбург, Париж, по-късно и в Англия и Брабант.
През 1683 г. той участва при защитата на Виена по време на втората турска обсада. След една година с 18-ия си рожден ден той става управляващ граф. На 4 август 1688 г. император Леополд I заради заслугите му при освобождаването на Виена и плащане на голяма парична сума го номинира за княз.
Град Висбаден и цялото Графство Насау-Идщайн пострадват много през Тридесетгодишната война и чрез чумата през 1675 г.
Георг Август умира през 1721 г., както двете му най-малки дъщери, от едра шарка.

## Фамилия
Георг Август се жени на 22 ноември 1688 г. за Хенриета Доротея фон Йотинген-Йотинген (* 14 ноември 1672, Йотинген, Бавария; † 23 май 1728, Висбаден), дъщеря на княз Албрехт Ернст I фон Йотинген-Йотинген и херцогиня Кристина Фридерика фон Вюртемберг. Те имат 12 деца, от които трите момчета умират като деца:
- Фридрих Ернст (1689 – 1690), наследствен принц на Насау-Идщайн
- Кристиана (1691 – 1723), омъжена 1709 г. за княз Георг Албрехт от Източна Фризия (1690 – 1734)
- Хенриета Шарлота (1693 – 1734), омъжена 1711 г. за херцог Мориц Вилхелм от Саксония-Мерзебург (1688 – 1731)
- Шарлота Еберхардина (1692 – 1693)
- Елеонора Шарлота (1696)
- Албертина Юлиана (1698 – 1722), омъжена 1713 г. за херцог Вилхелм Хайнрих фон Саксония-Айзенах (1691 – 1741)
- Августа Фридерика (1699 – 1750), омъжена 1723 г. за княз Карл Август фон Насау-Вайлбург (1685 – 1753)
- Йохана Вилхелмина (1700 – 1756), омъжена 1719 г. за граф Симон Хайнрих Адолф фон Липе (1694 – 1734)
- Фридрих Август (1702 – 1703), наследствен принц на Насау-Идщайн
- Вилхелм Самуел (1704), наследствен принц на Насау-Идщайн
- Елизабет Франциска (1708 – 1721)
- Луиза Шарлота (1710 – 1721)

## Галерия
- Герб на Георг Август на дворец Бибрих
- Дворец Бибрих, Висбаден
- Дворец-резиденцията Идщайн